# This Week in WWE
『This Week in WWE』は、アメリカのプロレス団体WWEが海外向けに放送するテレビ番組である。
主にアメリカ国内ではWWEネットワーク、またヨーロッパ各国と日本で放送されている。
ちなみに日本版の番組ロゴは単に『This Week（Wの部分がWWEのロゴになっている）』となっているが、局によっては番組表などにThis Week in WWEやThis Week in the WWEと表記されている。ここでは「This Week in WWE」として扱う。

## 概要
1週間のRAW、SmackDown!、メインイベントのストーリーラインを30分にまとめたダイジェスト番組である。ストーリーに絡む試合やバックステージの出来事は比較的詳細に放送されるが、ストーリーとあまり関係無い試合は全く放送されないかショートコーナーで短く編集されて放送される。また、その週にストーリーに絡むPPV（特番）が有った時には、PPVでのストーリー展開は静止画などで極めて簡単に紹介される。
近年は、選手やOBの出演する映画のメイキング、ファンとの交流や慈善活動の紹介などWWE外での活動にも多くの時間を割いて放送する構成になっている。
ヨーロッパでは、2009年2月9日、Eurosport提供の下、ヨーロッパほぼすべて（イギリス、アイルランド等は除く）の国々で放送開始。
日本では2009年7月12日から独立局のテレビ神奈川にて毎週日曜22時30分（当時）より放送開始。内容は現地の放送から約2週間遅れである。WWE関連の番組が地上波で放送されるのは2005年のフジテレビ以来4年振りである。
2009年10月以降はTOKYO MXやテレビ熊本など、他の局でも放送されている。
また、日本版ではヨシ・タツの試合や動向が紹介されることが有った。
2021年から日本でWWE関連番組の放送が相次いで終了しており、本番組も2022年12月をもって日本の放送局による放送・配信が全て終了した。

## 日本での放送時間

### 過去の放送局
- 岐阜放送
- 福島テレビ
- 千葉テレビ放送
- 長野放送 土曜2:25 - 2:55
- 三重テレビ 木曜2:20 - 2:50
- とちぎテレビ 木曜0:30 - 1:00
- 群馬テレビ 日曜21:30 - 22:00
- NOTTV1 金曜20:30 - 21:00（リピート放送あり）
- テレビ熊本 土曜3:05 - 3:35（2010年 - 2021年12月25日（24日深夜）まで放送）
- テレビ神奈川 日曜1:30 - 2:00(2009年7月12日 - 2022年3月28日（27日深夜）まで放送)
- テレビ埼玉 水曜1:00 - 1:30(2009年 - 2022年3月30日（29日深夜）まで放送)
- サンテレビ 木曜0:30 - 1:00

- TOKYO MX2 土曜1:05 - 1:35

- サムライTV 水曜23:00 - 23:30（リピート放送あり）

- J SPORTS 木曜0:00 - 0:30（リピート放送あり）

## 日本版のナビゲータ
本番組はJ SPORTS同様、字幕放送であるが、開始当初は日本語ナビゲータがあった。
- カン・フー・ナキ（第1回目の放送と、2009年末から2010年1月上旬にかけて放送された一部の回）
- 生馬アイザック（第2回目の放送から2010年9月まで）
- 佐藤レイジ（2010年10月 - 不明）

## 情報源一覧
1. ↑  “WWEダイジェスト番組「This Week in WWE」放送／配信終了に関するお知らせ | J SPORTS 総合サイト【公式】”. www.jsports.co.jp. 2023年1月8日閲覧。
2. ↑  “This Week in WWE”. This Week in WWE｜スポーツ｜TOKYO MX. 2023年1月8日閲覧。
3. ↑  “「This Week in WWE」放送・配信終了に関するお知らせ | FIGHTING TV サムライ”. www.samurai-tv.com. 2023年1月8日閲覧。